# Hotel Zur Blauen Gans (Salzburg)

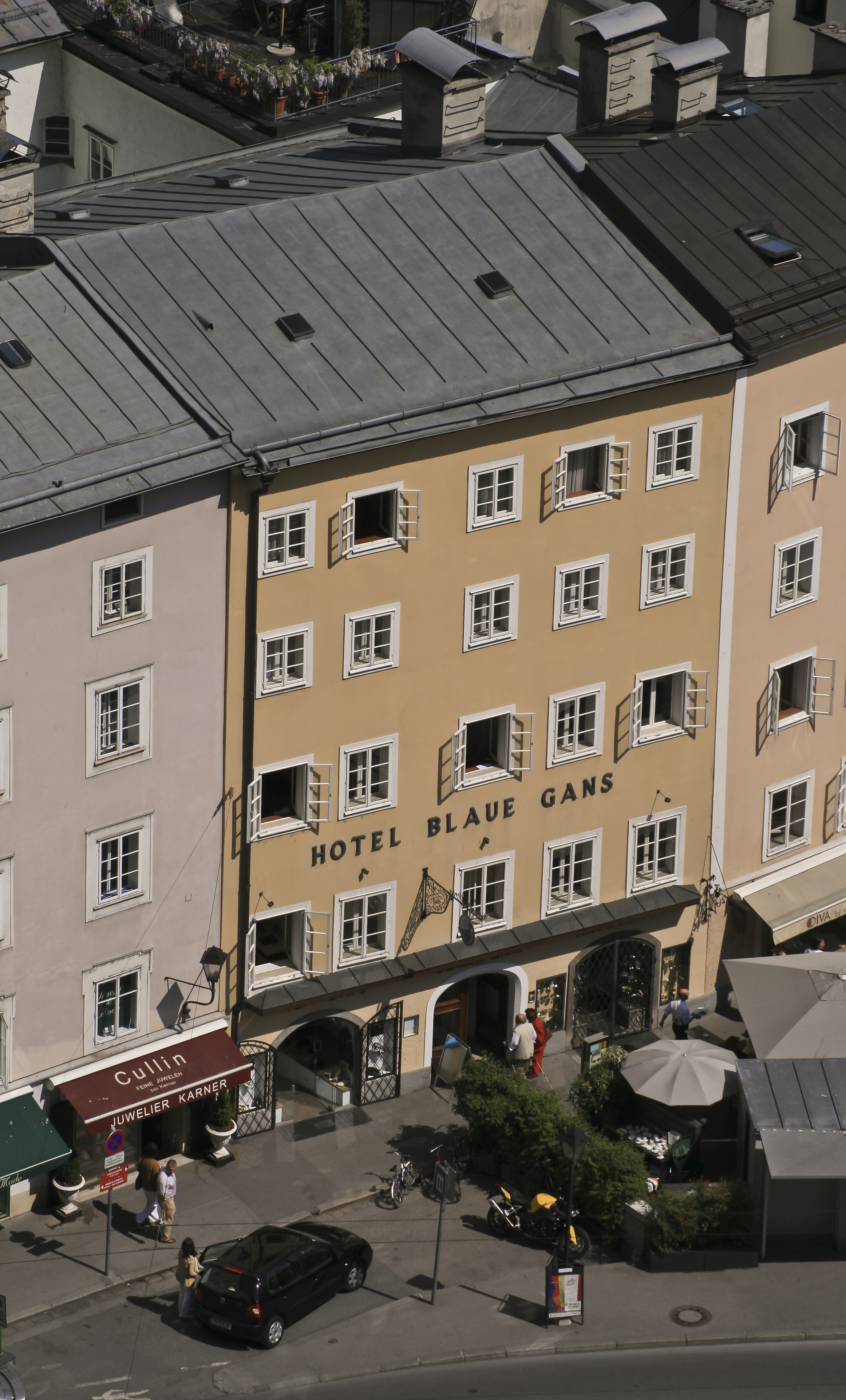
Hotel Blaue Gans: Front zum Herbert-von-Karajan Platz

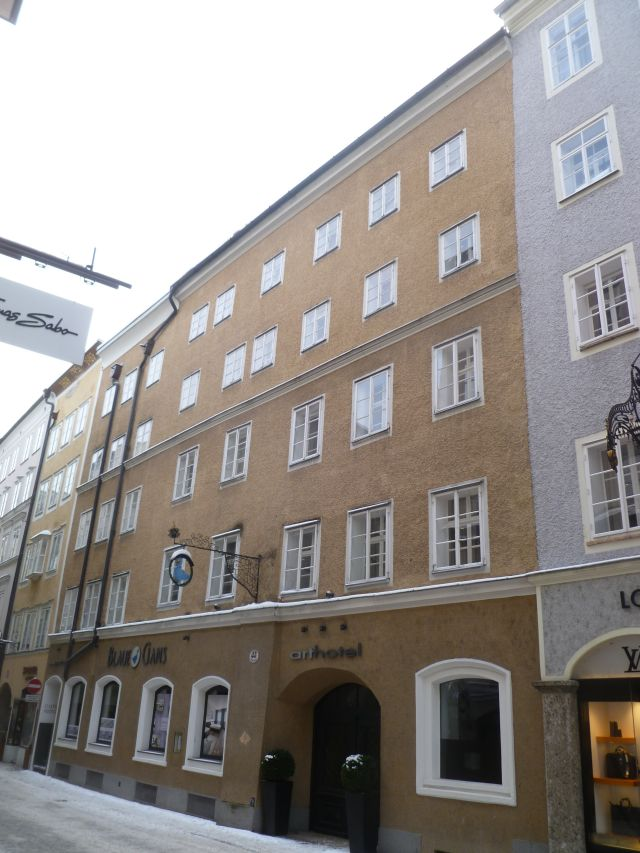
Hotel Blaue Gans: Front zur Getreidegasse

Das Hotel Blaue Gans befindet sich im ehemaligen Sprinzenbergerhaus in der Getreidegasse Nr. 43 von Salzburg.

## Geschichte
Das Gebäude wurde vermutlich in der Mitte des 15. Jahrhunderts errichtet, als Besitzer scheinen die Aufners auf. 1432 übergab Martin Aufner das Haus dem Bürgerspital. 1458 übernahm Bürgermeister Hans Koppler das Leibgedinge von den Geschwistern Georg, Martin und Scolastica Schaurer und veräußerte dieses 1468 an den Spitalsmeister Andre Swaiger. 1569 wird es als des Matheusen Huebers wierths behausung beschrieben. 1601 kam es an Peter Sprinzenberger, der bereits vorher im Haus den Gastbetrieb geführt hatte. Unter dem Pächter Bartlmä Rexeisen wird das Haus Mitte des 17. Jahrhunderts erstmals zur plaben Gans genannt. Eine Zeit lang waren unter Franz Knuzinger „Die Blaue Gans“ und „Der Goldene Hirsch“ in einer Hand vereint. Die Blaue Gans führte aber ein Pächter. Ende des 19. Jahrhunderts wurde die Blaue Gans mit dem heute nicht mehr existierenden Haus in der Getreidegasse Nr. 41 vereint.

## Gegenwart
Am 25. April 1945 wurde das Haus durch einen Bombenangriff teilweise beschädigt. Nach 1945 war hier der Sitz der United Nation Forces in Austria, d. h. eine Unterkunft für die US-amerikanische Militärpolizei. 1973 hat der Gastronom und Musiker Adi Jüstel die Blaue Gans übernommen und eröffnete im Keller des Hauses den Mexicano-Keller mit seiner internationalen Jazz-Szene. Künstler wie Fatty George oder Ella Fitzgerald, aber ebenso Friedrich Gulda, José Feliciano, der Gitarrist Barney Kessel oder Michael Honzak traten hier auf. Dieses Lokal schloss 1996. Danach wurde hier der Altstadtkeller eröffnet, der bis 2005 bestand und ebenfalls ein Treffpunkt für Swing- und Volksmusiker war. Adi Jüstel selbst wirkte als Musiker am Klavier oder mit seiner Trompete immer mit.
Nach Umbauten zwischen 1998 und 2002 wurde es als Arthotel eröffnet. 2012 folgte ein weiterer Umbau. Von Jänner bis März 2024 wurden erneut die Zimmer zur Getreidegasse renoviert.